# 名城公園車站
名城公園車站（日语：／ Meijō-kōen eki */?）是位於愛知縣名古屋市北區名城二丁目，為名古屋市營地下鐵名城線的車站之一。車站編號為M08。

## 車站結構
本站為1面2線島式月台之地下車站。

### 月台配置
| 月台 | 路線           | 方向 | 目的地                         |
| ---- | -------------- | ---- | ------------------------------ |
| 1    | 名城線、名港線 | 左環 | 榮、金山、新瑞橋、名古屋港方向 |
| 2    | 名城線         | 右環 | 大曾根、本山方向               |

## 相鄰車站
名古屋市營地下鐵
 名城線
名古屋城（M07）－名城公園（M08）－黑川（M09）

## 外部連結
- 名城公園 - 名古屋市交通局